# Stephen Sondheim
Stephen Joshua Sondheim (New York, 22 maart 1930 – Roxbury  (Connecticut), 26 november 2021) was een Amerikaans componist en liedtekst-schrijver.

## Leven en werk

### Jeugd en opleiding
Componist/tekstschrijver Stephen Sondheim werd geboren op 22 maart 1930 in New York. De eerste musical die hij zag was Very Warm for May van Kern en Hammerstein. Hij was toen negen jaar oud. Na de scheiding van zijn ouders verhuisde hij met zijn moeder naar Pennsylvania en werd hij praktisch de buurjongen van Oscar Hammerstein II. Deze had een grote invloed op Stephen Sondheim. Nadat Sondheim op zijn vijftiende zijn eerste musical By George had geschreven, bracht hij die naar Hammerstein, die zijn ongezouten maar opbouwende kritiek gaf en de jongen onder zijn hoede nam. Hij leerde hem alles wat hij wist over het schrijven van musicals.
Stephen Sondheim begon aan de studie wiskunde, maar schakelde al snel over op theater en musical. Bij zijn einddiploma in 1950, magna cum laude aan het Williams College, een particuliere hogere opleiding voor de vrije kunsten in Williamstown (Massachusetts), kreeg hij tevens de Hubbard Hutchinson Prize for Music Composition van $ 3000 per jaar om zich verder te ontwikkelen op musicalgebied. Vervolgens studeerde hij muziektheorie en compositie bij Milton Babbitt.

### Theater/Toneel
In 1957, 26 jaar oud, schreef hij (samen met Leonard Bernstein) de teksten voor West Side Story, zijn eerste grote succes. Na het schrijven van de liedteksten voor Jule Stynes Gypsy in 1959 profileerde Sondheim zich meer en meer als componist van Broadwaymusicals, waarvoor hij ook de teksten bleef verzorgen. Zo volgden onder meer A Funny Thing Happened on the Way to the Forum (1962), Company (1970), Follies (1971), A Little Night Music (1973), Pacific Overtures (1976), Sweeney Todd (1979) en Merrily We Roll Along (1981), alle geregisseerd door Harold Prince. Stephen Sondheim componeerde de muziek en schreef de teksten voor Anyone Can Whistle (1964), werkte als schrijver met Richard Rodgers aan Do I Hear A Waltz (1965) en schreef nieuwe teksten voor Bernsteins Candide (1974/). Rond 1994 componeerde en schreef hij de liedteksten voor het liefdesdrama Passion (gebaseerd op het boek Fosca en op de film Passione d'amore). Het script was geschreven door James Lapine. Met hem maakte hij eerder ook Sunday in the Park with George (1984) - waarvoor ze de Pulitzer Prize voor beste drama wonnen - en Into the Woods (1987).
Sondheim wordt wel de Shakespeare van het musicalgenre genoemd. Zijn liedteksten en muziek zijn markant, karakteristiek en daarmee zeer typerend voor zijn karakters. Volgens critici wist hij "alledaagse dingen om te zetten in prachtige poëzie". Zelf zei hij ooit: “Minstens de helft van mijn teksten houdt zich bezig met ambivalentie: tegenstrijdige gevoelens.”

## Chronologisch overzicht van theatervoorstellingen
Tenzij anders vermeld, schreef Sondheim zowel de muziek als liedteksten van onderstaande voorstellingen.
- Saturday Night (1954, pas in 1997 uitgevoerd) - script door Julius J. Epstein en Philip G. Epstein
- West Side Story (1957) - muziek geschreven door Leonard Bernstein; script Arthur Laurents; regie Jerome Robbins
- Gypsy (1959) - muziek Jule Styne; script Arthur Laurents; regie Jerome Robbins
- A Funny Thing Happened on the Way to the Forum (1962) - script Burt Shevelove en Larry Gelbart; regie George Abbott
- Anyone Can Whistle (1964) - script en regie Arthur Laurents
- Do I Hear a Waltz? (1965) - muziek Richard Rodgers; script Arthur Laurents; regie John Dexter
- Company (1970) - script George Furth; regie Hal Prince
- Follies (1971) - script James Goldman; regie Hal Prince
- A Little Night Music (1973) - script Hugh Wheeler; regie Hal Prince
- The Frogs (1974) - script Burt Shevelove; voor het eerst uitgevoerd in het zwembad van de Yale-universiteit: met Sigourney Weaver/Meryl Streep; in 2004 volledig herziene versie op Broadway
- Pacific Overtures (1976) - script John Weidman; regie Hal Prince
- Sweeney Todd (1979) - script Hugh Wheeler; regie Hal Prince
- Merrily We Roll Along (1981) - script George Furth; regie Hal Prince
- Sunday in the Park with George (1984) - script en regie James Lapine
- Into the Woods (1987) - script en regie James Lapine
- Assassins (1990) - script John Weidman; regie Jerry Zaks
- Passion (1994) - script en regie James Lapine
- Bounce (2003) - script John Weidman; regie Hal Prince; eerder bekend onder de naan Wise Guys, later als Road Show
- Road Show (2008) - script John Weidman; regie John Doyle; volledig herziene versie van Bounce

### Revues en voorstellingen ter ere van Sondheim
- Side By Side By Sondheim (Broadway 1976)
- Marry Me A Little (Off-Off Broadway 1980, Off-Broadway 1981)
- Putting It Together (Oxford 1992, New York 1993, Broadway 1998)
- Sondheim on Sondheim (Broadway 2010)

### Sondheim-voorstellingen in Nederland
- A Funny Thing Happened on the Way to the Forum, als 'n Maagd op je Dak (1971) - tournee geproduceerd door Ars Musica; regie Anthony Crutchley
- Gypsy (1976) - tournee geproduceerd door Amsterdams Volkstoneel; regie Beppie Nooij jr
- Merrily We Roll Along (1985) - geproduceerd door The In Players; regie Daniël Cohen
- Company (1986) - geproduceerd door Musical Theatre Group The Company; regie Daniël Cohen
- A Little Night Music (1987) - geproduceerd door Musical Theatre Group The Company; regie Daniël Cohen
- West Side Story (1988) - tournee geproduceerd door Koninklijk Ballet van Vlaanderen; regie Stefan Janski
- Sweeney Todd (1993-1994) - tournee geproduceerd door Stage Entertainment; regie Ken Caswell, met Ermst Daniël Smid/Simone Kleinsma
- West Side Story (1996) - tournee geproduceerd door Stage Entertainment; regie Eddy Habbema
- Company (1999-2000) - tournee geproduceerd door Koninklijk Ballet van Vlaanderen; regie Caroline Frerichs
- Follies (2000) - concertserie geproduceerd door Koninklijk Ballet van Vlaanderen; regie Caroline Frerichs
- A Little Sondheim Music (2001) - voorstelling met compilatie geproduceerd door Stichting Sondheim & Co; regie Atilla Bellus
- A Little Night Music (2001) - tournee geproduceerd door Koninklijk Ballet van Vlaanderen; regie Caroline Frerichs
- Sunday in the Park with George (2002) - geproduceerd door Stichting Sondheim & Co; regie Atilla Bellus
- Into the Woods (2003) - openluchtvoorstelling geproduceerd door Stichting Op naar het Bos; regie Julia Bless
- Assassins (2003) - geproduceerd door Off-Broadway, Parade-voorstelling; regie Daniël Cohen
- Passion (2004-2005) - tournee geproduceerd door Stage Entertainment; regie Paul Eenens, met Vera Mann/Stanley Burleson
- Merrily We Roll Along (2004) - tournee geproduceerd door Koninklijk Ballet van Vlaanderen; regie Martin Michel
- Into the Woods (2007) - theater M-Lab; (2010) - tournee geproduceerd door M-Lab; regie Koen van Dijk
- A Funny Thing Happened on the Way to the Forum (2010) - theater M-Lab; regie Daniël Cohen
- Sunday in the Park with George (2010) - theater M-Lab; regie Koen van Dijk
- Sondheim in Songs (2010) - concert ter ere van Sondheims 80e verjaardag, theater M-Lab; regie Paul Eenens
- Putting It Together (2014) - geproduceerd door PIT Producties; regie Peter de Baan, met o.a. Porgy Franssen, Paul Groot en Brigitte Heitzer
- Sweeney Todd (2014) - geproduceerd door de Nederlandse Reisopera; regie Marcel Sijm, met Dale Duesing en Sanne Wallis de Vries
- Sweeney Todd (2016) - geproduceerd door OpusOne in 't Zonnehuis; (2017) - tournee geproduceerd door OpusOne; regie Koen van Dijk, met René van Kooten en Vera Mann
- Into the Woods (2017) - tournee geproduceerd door PIT Producties; regie Gijs de Lange, met o.a. René van Kooten en Paul Groot
- Simply Sondheim (2018) - tournee door studenten zang klassiek en pop/jazz van het Zwolse ArtEZ Conservatorium in Kampen, Zwolle, Arnhem, Hoogeveen en Assen
- A Little Night Music (2019) - tournee geproduceerd door de Nederlandse Reisopera; regie door Zack Winokur, met Paul Groot en Susan Rigvava-Dumas
- Company (2020) - geproduceerd door PIT Producties; regie door Gerardjan Reijnders, met Paul Groot, Maartje van de Wetering en Anne-Marie Jung. Deze productie werd uiteindelijk geannuleerd.

## Film/Televisie
Sondheim maakte de muziek voor de films Stavisky (piano 1974), Reds (1982) en hij schreef enkele nummers voor de film Dick Tracy (1992), die uitgevoerd werden door Madonna. Hij schreef samen met Anthony Perkins het scenario van de film The Last of Sheila (1992) en componeerde de muziek en de liedteksten voor de televisiemusical Evening Primrose (1966). Ook werden meerdere musicals van hem verfilmd, zoals A Funny Thing Happened on the Way to the Forum (1966, met Phil Silvers/Zero Mostel), A Little Night Music (1977, met Elizabeth Taylor), Sweeney Todd: The Demon Barber of Fleet Street (2007, van Tim Robbins) met Johnny Depp en Into the Woods (2014, met Meryl Streep).

## Prijzen
Sondheim won Tony Awards o.a. als beste componist en beste liedtekst-schrijver voor Sweeney Todd, A Little Night Music, Follies en Company. Dezelfde musicals wonnen ook de New York Drama Critics’ Circle Award, evenals de producties Pacific Overtures en Sunday in the Park with George. Voor Sunday in the Park with George ontving Sondheim in 1985 de Pulitzer Prize. In 1990 ontving hij een Oscar voor het nummer Sooner or Later (I Always Get My Man) uit de film Dick Tracy. Sondheim werd voor zijn gehele oeuvre geëerd met een speciale Tony Award voor Lifetime Achievement in het Theater (2008) en een speciale Laurence Olivier Award (2011).

## Overig
Stephen Sondheim was bestuurslid van het Dramatists Guild, de Amerikaanse Associatie van Toneelschrijvers, Componisten en Tekstschrijvers. Hij was voorzitter van 1973 tot 1981 en werd in 1983 gekozen voor de American Academy and Institute of Arts and Letters. In 1989 werd Stephen Sondheim benoemd tot Visiting Professor of Drama and Musical Theatre aan de Universiteit van Oxford. Op 15 september 2010 werd een Broadwaytheater in New York (voorheen het Henry Miller's Theater aan de West 43rd Street) omgedoopt tot het Stephen Sondheim Theater. Dit gebeurde ter gelegenheid van Sondheims 80e verjaardag.
Stephen Sondheim filmde in 2021 een cameo als zichzelf voor de film Glass Onion: A Knives Out Mystery uit 2022.